# Anilios nema
Anilios nema är en ormart som beskrevs av Shea och Horner 1997. Anilios nema ingår i släktet Anilios och familjen maskormar. Inga underarter finns listade i Catalogue of Life.
Denna orm förekommer i norra Australien i Northern Territory vid staden Darwin. Den vistas i savanner med några trädgrupper och den besöker trädgårdar. Honor lägger ägg.
Antagligen har Anilios nema bra anpassningsförmåga. IUCN listar arten som livskraftig (LC).